# Överhörning
Med överhörning (ursprungligen överhöring) menas att en telefoniuppkoppling störs av att det kommer in en oönskad signal som alstrats (”läckt”) från en närliggande ledare, till exempel från en annan telefonlinje, eller en annan ledare i ett kretskort. Numera används termen också om datakommunikation.

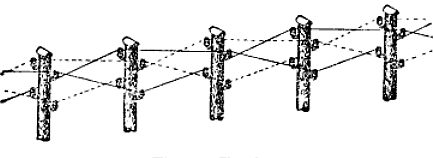
Fyrskruv

Detta kan orsaka problem då den signal som kommer kanske inte tolkas rätt med felfunktion som följd. Ett exempel på överhörning är när man kan höra andra samtal vid telefonering. När två trådar i en telefonledning ligger nära varandra uppstår ett magnetfält kring varje tråd. När en signal passerar i den ena tråden kan den störa signalen i den andra tråden. För att motverka detta i blankledningar skruvade eller korskopplade man telefonledningarna. Skruvningen innebär att varje särskild dubbellednings båda trådar skall ha samma medelavstånd till en enkel, parallellt med dubbelledningen framdragen tråd. På samma grundtanke vilar korskopplingen, vilken innebär att en dubbellednings båda trådar byter plats med varandra på vissa bestämda mellanrum.
I kablar tvinnades partvinnade ledningar till fyrskruv. 
Överhörning i telekommunikation var ett problem när analoga signaler skickades i kablarna. Numera är det främst digitala signaler som skickas och med digitala signaler är det omöjligt att höra andra samtal till följd av överhörning. En form av överhörning, i form av oönskat brus, kan emellertid uppstå även vid användande av digitala signaler.
Koppar är en bra ledare och alltså känslig för elektromagnetiska störningar. När två ledare ligger nära varandra uppstår ett magnetfält kring varje tråd som utstrålar elektromagnetisk energi.
Det finns två olika sorters överhörning. Den som uppkommer på mottagarsidan kallas framåtöverföring eller FEXT (Far End Crosstalk) Överhörning på sändarsidan kallas bakåtöverhörning eller NEXT (Near end Cross Talk). Den uppkommer när signaler överförs i motsatt riktning.
NEXT är mer kännbar än FEXT då den inkommande signalen är försvagad av överföringen genom kabeln. FEXT har också mindre amplitud och varaktighet än NEXT.
Överhörning mäts i decibel (db) som skillnaden mellan signalstyrkan i det sändande paret och det störda paret. 
Överhörning varierar med frekvensen, därför måste man mäta den vid alla olika frekvenser som nätet ska klara av. Alla paren testas mot varandra från lägsta till högsta frekvens. På så sätt kommer de sämsta paren att testas mot varandra och man får fram något som kallas Worst Case-värde. Det värdet måste klara minimikravet på nätet.